# Oumou Sy
Oumou Sy (Podor, 1952) è una stilista senegalese di alta moda, conosciuta a livello internazionale, tanto da essere spesso definita "la regina dell'alta moda del Senegal".

## Carriera
Oumou Sy sviluppa molto presto il talento e la passione per la moda: dopo aver ricevuto la sua prima macchina da cucire in regalo dalla madre all'età di sei anni, a soli tredici anni apre a St. Louis il suo primo negozio, chiamato Bagatelle Couture.
All'età di nove anni ha rifiutato un matrimonio combinato dalla sua famiglia, per poi scegliere da sola il suo compagno di vita e sposarsi con lui a sedici anni. 
Autodidatta, si è da sempre impegnata nell'attuare una contaminazione fra arte, spettacolo e vita sociale. Nonostante il suo talento si sia espresso sin dall'inizio degli anni '80 nella creazione stilistica, si è distinta per l'assidua collaborazione con altri artisti africani impegnati in diversi media, quali il cinema, il teatro, la musica e la danza.
Il suo obiettivo è quello di far acquisire alla manifattura tessile la stessa dignità delle altre arti "maggiori" (cinema letteratura, teatro, ambiti in cui i senegalesi eccellono).
La sua carriera è caratterizzata da un forte interesse per le tematiche di genere: i costumi scenici da lei prodotti suggeriscono una femminilità giocosa e sovversiva in cui le icone tradizionalmente impiegate per denotare una polarizzazione fra un'Africa primitiva e un Occidente civilizzato vengono ridotte a semplici decorazioni.
Fondatrice dell'associazione Metissacana, che sostiene lo scambio culturale ed economico tra i continenti, oggi vive e lavora a Dakar .
Le sue collezioni sono state esposte in sfilate di moda in Europa, Asia, Africa e Stati Uniti. Ha aperto, inoltre, delle boutique a Ginevra e Parigi.
Ha disegnato il guardaroba per i cantanti senegalesi Baaba Maal e Youssou N'Dour,  e i i costumi da lei creati le sono valsi diversi riconoscimenti e premi in festival cinematografici internazionali.
È stata una dei tre stilisti africani a vincere il Principal Prince Claus Award nel 1998 (gli altri due erano Tetteh Adzedu dal Ghana e Alphadi dal Mali).